# Boscobel House (Estado de Nova Iorque)

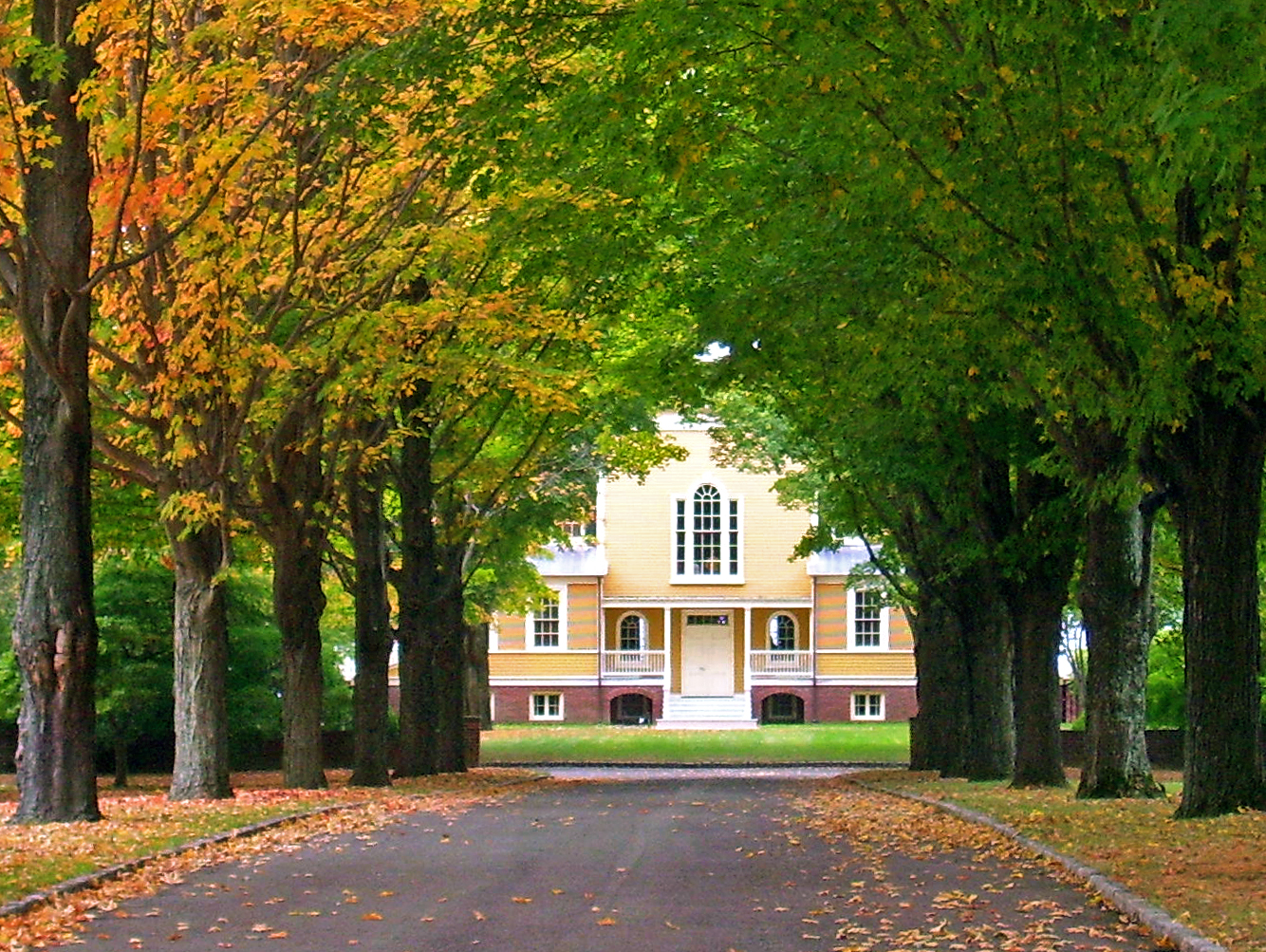
Boscobel House vista através da alameda de entrada

Boscobel House é um palácio americano, com vista para o Rio Hudson, construído no início do século XIX por States Dyckman. É considerado um exemplo notável do Estilo Federal da Arquitectura Amwericana, aumentado pela extensa colecção de Dyckman, constituida por decorações e mobiliário da época. Actualmente é uma casa-museu histórica e uma popular atracção turística.
Originalmente, o edifício estava localizado na aldeia de Montrose, no Condado de Westchester, Estado de Nova Iorque. Esforços de restauro em meados do século XX, moveram-no 24 km (15 milhas) rio acima, para o local onde se ergue actualmente, na estrada NY 9D, uma milha a sul da aldeia de Cold Spring, Condado de Putnam, no mesmo Estado.

## História

### Construção
Dyckman, um descendente dos primeiros colonizadores holandeses de Manhattan, tinha manobrado de forma a manter a sua fortuna de família apesar de ser um activo Lealista e trabalhar nos corpos do aprovisionamento militar do British Army durante a maior parte da Guerra da Independência Americana, cuidando das contas de vários oficiais responsáveis por essa área. Quando Sir William Erskine, Quartermaster General, regressou a Inglaterra, em 1779, para enfrentar uma auditoria e investigação por aproveitamentos de guerra, pediu a Dyckman que o acompanhasse. Este permaneceu em Inglaterra por dez anos, participando noutras investigações de quartermasters, e regressou apenas em 1789, a uns Estados Unidos da América recém-independentes.
Enquanto esteve em Londres, Dyckman associou-se com muitos membros ricos da sociedade e adquiriu os seus gostos, particularmente pelos edifícios neoclássicos de Robert Adam. Comprou muitos móveis e objectos decorativos, tal como um serviço de jantar Wedgwood, e embarcou-os para os Estados Unidos consigo. Com o juro duma considerável anuidade que Sir William Erskine lhe concedera, Dyckman pensou em construir uma propriedade de 1 km² (250 acres) próximo de Montrose a que deu o nome de Boscobel, talvez a partir de Boscobel House, um palácio rural no Shropshire (ele próprio nomeado a partir do elegante italiano Bosco Bello - "Bosque Belo"), symbolizando a sua anglofilia. De acordo com um biógrafo, ele via-se a si próprio como um "visivelmente bem fixado lavrador, rodeado por objectos de gosto (...) que não cultivava muito seriamente". Dyckman começou esse processo casando com Elizabeth Corne, filha doutra família Lealista, em 1794. No entanto, dentro de um ano, enfrentou dificuldades financeiras: os herdeiros de Erskine suspenderam a anuidade depois da sua morte e os seus próprios gostos luxuosos e ofertas generosas a membros da família menos afortunados contribuiram para reduzir as suas possibilidades económicas.
Dyckman regressou a Londres em 1799, esperando reparar a sua fortuna e regressar para a sua esposa, filho e filha dentro de um ano.No entanto, ficou por três anos, acabando as investigações restantes dos quartermasters sob John Dalrymple, ele próprio objecto de inquérito em tempos. Dyckman acabou por restaurar a sua fortuna persuadindo os Erskine a restabelecer a sua anuidade e negociando um ajustamento extremamente generoso com Dalrymple e os outros quartermasters a quem havia ajudado a inocentar, aparentemente manipulando a evidência.
Mais rico, mas injuriado e indisposto, Dyckman regressou aos Estados Unidos em 1803 começou a construir a casa que tinha planeado havia muito tempo. É possível que tenha trazido ante-projectos desenhados em Inglaterra, uma vez que as obras começaram logo seis meses depois do seu regresso. O arquitecto não é cohecido, embora registos sobreviventes mostrem que um tal William Vermilye esteve fortemente envolvido como administrador da construção. Dyckman faleceu em 1806, antes do edifício estar acabado. A sua viúva amada completou-o, tendo-se mudado para lá com o seu filho sobrevivente em 1808.

### Restauro
O palácio manteve-se na família até 1920. Nos 35 anos seguintes, sob proprietários consecutivos, enfrentou frequentemente a possibilidade de ser demolido. Em 1955, uma organização chamada Friends of Boscobel (Amigos de Boscobel) salvaram-no no último minuto dum empreiteiro que tinha feito uma oferta de 35 dólares para derrubá-lo depois da "Administração de Veteranos" ter construido um hospital no local. Um ano mais tarde, conseguiram que o palácio fosse movido para um local semelhante a montante, próximo de Cold Spring, usando fotografias do Historic American Buildings Survey para guiar a reconstrução.
Lila Acheson Wallace, esposa do fundador da Reader's Digest, DeWitt Wallace, tinha de início, anonimamente, providenciado 50.000 dólares para tornar possível a remoção e a reconstrução. Quando os Friends of Boscobel se tornaram na Boscobel Restoration, Inc., ela assumiu um papel mais público como directora, particularmente na supervisão do paisagismo e da decoração interior. Richard K. Webel desenhou campos para o novo lugar que tinham poucas semelhanças com a sua envolvência original, tomando, em vez disso, o estilo "country house" popular no início do século XX. Foram plantadas árvores de grande porte para dar a impressão que a casa sempre tinha estado ali.
O palácio reconstruido foi formalmente reinaugurado no dia 21 de Maio de 1961, numa cerimónia presenciada pelo então Governador Nelson Rockefeller, que o elogiou como "uma das mais belas casas alguma vez construidas na América". Mais tarde, Lila Acheson Wallace encabeçou o desenvolvimento dum espectáculo de luz e som de 40 minutos, o qual foi apresentando nos terrenos duas vezes por semana, no verão, até ao final da década de 1970. Mais ou menos nessa época, foram descobertos novos papéis de Dyckman, tendo a casa sido fechada durante seis meses em 1977, enquanto era redecorade de forma mais consistente com os seus gostos registados. Voltou a abrir no verão desse ano, recebendo rasgados elogios.

## Arquitectura
A característica distintiva de Boscobel é a invulgar delicadeza transmitida pela frontaria e a sua ornamentação. Unicas entre os edifícios de Estilo Federal, festões entalhados na madeira em forma de draparia, completados com borlas e laços, agraciam o topo do baçcão do segundo piso. Um terço da face é vidro, com finos e grandes painéis contemporâneos usados no restauro para para melhorar a luminosidade existente. As janelas são ligeiramente recuadas e as ripas de madeira que revestem a fachada estão totalmente ajustados e combinados num esforço aparente para sugerir alvenaria.
Foram feitas algumas pequenas alterações desde a construção original. Uma entrada das traseiras e uma escadaria, exigidas pelos conremporâneos códigos de incêndio, foram acrescentadas em 1958, durante a reconstrução, e uma sala com piso de terra existente na cave tornou-se numa casa de banho dos visitantes.

## Actualidade
Boscobel House está aberta ao público entre as 9:30h e as 17h todos os dias da semana (excepto às terças feiras e feriados) entre Abril e Dezembro. A segunda terça-feira de cada mês é reservada aos artistas, com entrada livre para pintar ou desenhar nos campos. As visitas começam na loja de presentes perto da entrada; é cobrada uma taxa de admissão. Os visitantes podem fazer picnics nos campos. O Hudson Valley Shakespeare Festival (Festival Shakespeare do Vale do Hudson) é apresentado sob uma tenda durante os meses de verão.